# Classe Orizzonte
La classe Orizzonte (o Horizon Common New Generation Frigate - CNGF) identifica una generazione di fregate/cacciatorpediniere realizzate secondo un progetto congiunto tra nazioni europee.

## Storia

### Sviluppo del programma
Inizialmente il Regno Unito prevedeva di acquisire nella flotta navi attrezzate per la difesa antiaerea come parte del programma NFR-90 (NATO Frigate Replacement for 90s) partecipato da 8 nazioni e in seguito con lo sviluppo della classe Orizzonte insieme a Francia e Italia.
Dopo l'abbandono del progetto da parte del Regno Unito, però, il programma congiunto è stato proseguito soltanto da Italia e Francia.
Le unità Type 45 inglesi comunque utilizzano alcune soluzioni progettuali della classe Orizzonte ed hanno caratteristiche estetiche, dimensionali e di dislocamento simili a quello delle unità italiane e francesi.
Le industrie della difesa italiane e francesi hanno poi deciso di continuare la partnership con un progetto destinato alla realizzazione della classe FREMM (Fregata Europea Multi-Missione).
Le unità navali della classe Orizzonte sono:
- Forbin (D 620) (FOC 1);
- Andrea Doria (D 553) (FOC 2);
- Chevalier Paul (D 621) (FOS 1);
- Caio Duilio (D 554) (FOS 2).

Le navi italiane, ossia l'Andrea Doria ed il Caio Duilio, costituiscono, nella Marina militare italiana, la classe Andrea Doria.
Le due unità francesi, ossia il Forbin e il Chevalier Paul, costituiscono, nella Marine nationale, la classe Horizon.
Inoltre le prime due unità navali, il Forbin e l'Andrea Doria, sono denominate rispettivamente FOC 1 e FOC 2; le altre sono invece denominate FOS 1 (Chevalier Paul) e FOS 2 (Caio Duilio).
La Marina militare italiana definisce le sue due unità come cacciatorpediniere, mentre la Marine nationale come fregate di 1° rango.
Per l'Italia, le industrie che hanno realizzato il progetto sono Fincantieri e Finmeccanica (dal 2017 rinominata Leonardo); per la Francia, DCN (dal 2017 rinominata Naval Group) e Thales.
Tali aziende si sono all'uopo riunite nel consorzio Horizon Sas.
Il costo totale del programma è stato di circa 2.800 milioni di euro per le quattro unità.

### Classe Andrea Doria
Alla classe Andrea Doria appartengono:
- Andrea Doria (D 553);
- Caio Duilio (D 554).

Si differenziano dalle sorelle francesi per la presenza di un terzo impianto OTO Melara 76/62 Super Rapido sul cielo aviorimessa, il radar di ricerca di superficie Selex RAN 30X/I, alcuni apparati di guerra elettronica e la predisposizione per i missili S/S Teseo Mk2/A invece degli Exocet MM40. La comunanza tra le quattro unità rimane comunque superiore al 90%.
Entrambe le navi italiane sono state realizzate presso i cantieri navali Fincantieri di Riva Trigoso per poi essere completate presso gli stabilimenti del Muggiano. Queste due unità hanno rimpiazzato i cacciatorpediniere classe Audace, l'Ardito e l'Audace, ritirati dal servizio nel 2005 ed andati in disarmo nel 2006.
L'Andrea Doria è stato varato il 14 ottobre 2005 e consegnato alla Marina Militare il 22 dicembre 2007; il Caio Duilio è stato varato il 23 ottobre 2007 e consegnato il 3 aprile 2009.
Le due unità navali gemelle sono diventate operative nel corso del biennio 2010-2011.

## Caratteristiche
Lo scafo ha una lunghezza fuori tutto 152,87 metri e di 141,7 metri alla linea di galleggiamento, con una larghezza massima di 20,3 metri ed un'immersione media di 5,10 metri
Il dislocamento standard è di 5.290,4 tonnellate che diventano 7.770 a pieno carico.
L'equipaggio è di 189 membri, di cui 24 ufficiali, 53 sottufficiali 33 sergenti e 79 militari di truppa oltre ad altri 41 componenti, di cui 13 per gli elicotteri, fino ad un massimo 20 per il comando complesso e 8 per la squadra Reggimento "San Marco". Rispetto alle precedenti unità cacciatorpediniere è necessario metà personale dato il livello di automazione di queste unità.
Una delle caratteristiche principali delle Orizzonte è la tecnologia di "sopravvivenza passiva", con una sagoma inconfondibile e una struttura asimmetrica, che è stata studiata per rendersi meno visibili ai radar riducendo così il rischio di essere intercettati nelle missioni svolte in scenario ostile.

### Propulsione
La propulsione è tipo CODOG (COmbined Diesel Or Gas) con 2 turbine a gas Avio-GE LM 2500 da 20,5 MW ciascuna e 2 motori diesel a 12 cilindri SEMT Pielstick 12 PA6 STC di fabbricazione francese da 4,32 MW (5.875 cv) ciascuno. L'apparato propulsore trova collocazione in due locali macchine, in due compartimenti stagni e insonorizzati, di cui uno nella zona di prora e l'altro nella zona poppiera, ed in ciascuno dei due locali macchine un gruppo formato da un diesel ed una turbina a gas che scaricano in due fumaioli.
L'apparato propulsore scarica la sua potenza su 2 eliche a 5 pale a passo variabile della Fincantieri di 4,8 metri di diametro e ciascuna elica è collegata ad entrambe le sale macchine.
La velocità è di 18 nodi con la sola propulsione diesel e 29 nodi con le turbine a gas, mentre l'autonomia è di 7.000 miglia a 18 nodi e 3.500 miglia a 24 nodi.
Ai servizi elettrici di bordo provvedono 4 generatori diesel Isotta Fraschini VL 1716 T2 ME dalla potenza di 1,6 MW in due centrali elettriche.
Un impianto di automazione integrato detto PMS (Platform Management System della DCN) gestisce l'apparato motore, l'impianto elettrico, i servizi ausiliari e il servizio di sicurezza e può essere gestito dalla plancia o da postazioni situate nei singoli locali.

### Armamento
La comunanza tra le versioni italiane e francesi è del 90% e la differenza principale tra le unità italiane e le francesi è nella dotazione missilistica e nell'armamento poppiero.
Le navi sono dotate di tre VLS Sylver A-50 con moduli da 16 celle per missili superficie/aria a corto raggio MBDA Aster 15 e a medio raggio Aster 30 per un totale di 48 missili più 16 celle opzionali.
L'armamento missilistico antinave è costituito da otto lanciatori per missili MBDA Teseo/OTOMAT Mk2 Block IV nelle unità italiane e missili MBDA Exocet MM40 Block III in quelle francesi.
L'armamento artiglieresco è costituito da tre cannoni Oto Melara da 76/62mm Super Rapido, sistemati due nella zona prodiera e uno nella zona poppiera nelle unità italiane, mentre le unità francesi hanno rinunciato al terzo cannone poppiero sostituito da un sistema Sadral con celle per missili a corto raggio Mistral, una sorta di CIWS leggero.
Sulle unità italiane è stato effettuato l'upgrade dei tre cannoni alla versione 76/62mm Super Rapido Multi Feeding Davide/Strales con capacità di utilizzo della munizione guidata DART in funzione antimissile.
L'armamento per la difesa ravvicinata è completato da due mitragliere KBA/KBB da 25/80mm nelle unità italiane e due mitragliere mod. F2 da 20mm in quelle francesi.
L'armamento silurante antisommergibile è costituito da due lanciasiluri singoli da 324mm Eurotorp B515/3 per siluri ASW MU 90 con una scorta di 24 siluri.

### Elettronica
Il Sistema di Combattimento è gestito dal CMS (Combat Management System) sviluppato da EUROSYSNAV, una società franco-italiana creata appositamente da DCN e Leonardo. Si tratta del sistema informatico di comando e controllo navale più avanzato al tempo del suo concepimento (inizio anni 2000).
Il sistema missilistico antiaereo è basato sul Principal Anti-Air Missile System (PAAMS) cui sono associati il radar multifunzionale 3D EMPAR, sensore principale del sistema e dal radar S1850M 3D per ricerca di superficie e aerea a lungo raggio. Il sistema dispone di una centrale secondaria in grado di subentrare in caso di distruzione o avaria del sistema principale.
Altri sensori sono il radar di scoperta di superficie RASS (RAN30 X/I) in banda E/F della Selex, il radar di navigazione Selex SPN 753(V) 4 in banda I, il sistema di scoperta IR Sagem Vampir MB, due sistemi di puntamento multisensore (radar ed elettro-ottico) MSTIS NA 25X (RTN-30X), radar per appontaggio elicotteri, sistema IFF SIR-R/S e di un sistema meteo-oceanografico.
Il sistema di guerra elettronica comprende due lanciarazzi SCLAR H in funzione antimissile e il Sistema antisiluro SLAT.
Il lanciarazzi SCLAR H è di tipo multiplo e viene usato per azione di disturbo radar, mediante lancio di cortine di disturbo, per confondere i sistemi d'arma avversari basati sull'utilizzo del radar, mediante lancio di inganno radar e per ingannare i sensori ottici a guida infrarossa dei missili, mediante lancio di bengala illuminanti detti flare.
Le unità dispongono di sistema comunicazione Datalink Link 11 e Link 16 e di sistema comunicazioni satellitare SATCOM.
Il sonar è il Thompson/Marconi UMS 4110 CL montato a scafo a media frequenza.

## Unità

### Italia
Le due unità della Marina Militare Andrea Doria (D553) e Caio Duilio (D554) sono state costruite nel cantiere navale di Riva Trigoso, completando il loro allestimento a La Spezia negli stabilimenti di Muggiano ed hanno rimpiazzato i cacciatorpediniere Ardito (D550) e Audace (D551), ritirati dal servizio nel 2005 ed andati in disarmo nel 2006.
L'Andrea Doria (D553), varata il 15 ottobre 2005 è stata consegnata alla Marina Militare il 22 dicembre 2007 mentre il Caio Duilio (D554), varato il 23 ottobre 2007, dopo avere effettuato la prima prova in mare in moto autonomo il 12 febbraio 2008 è stata consegnata nel 2009.

Principali sistemi di bordo

### Francia
La Marine nationale ha due unità classe Horizon denominate Forbin (D 620) e Chevalier Paul (D 621).

Schema e principali sistemi di bordo
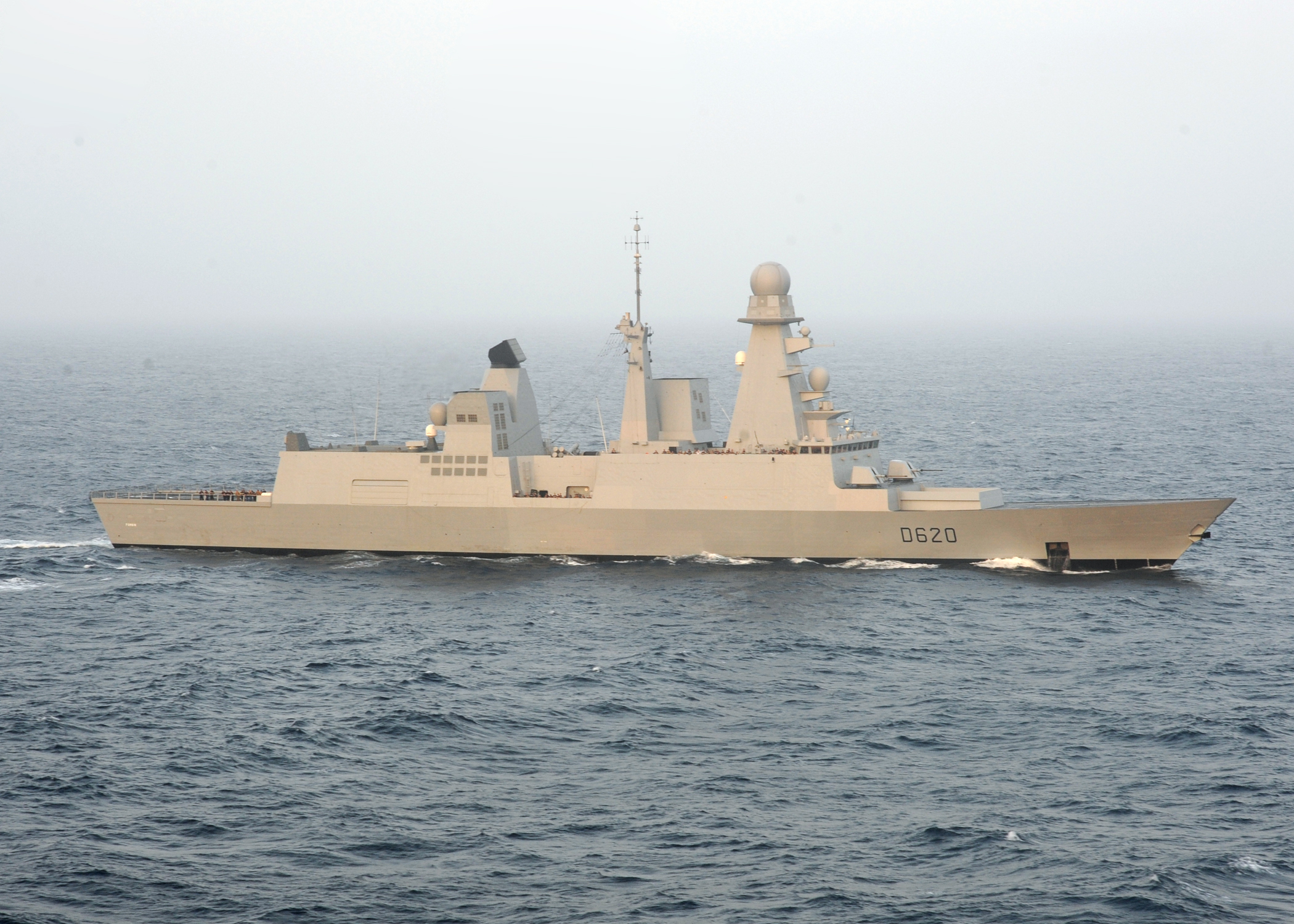
il Forbin in navigazione
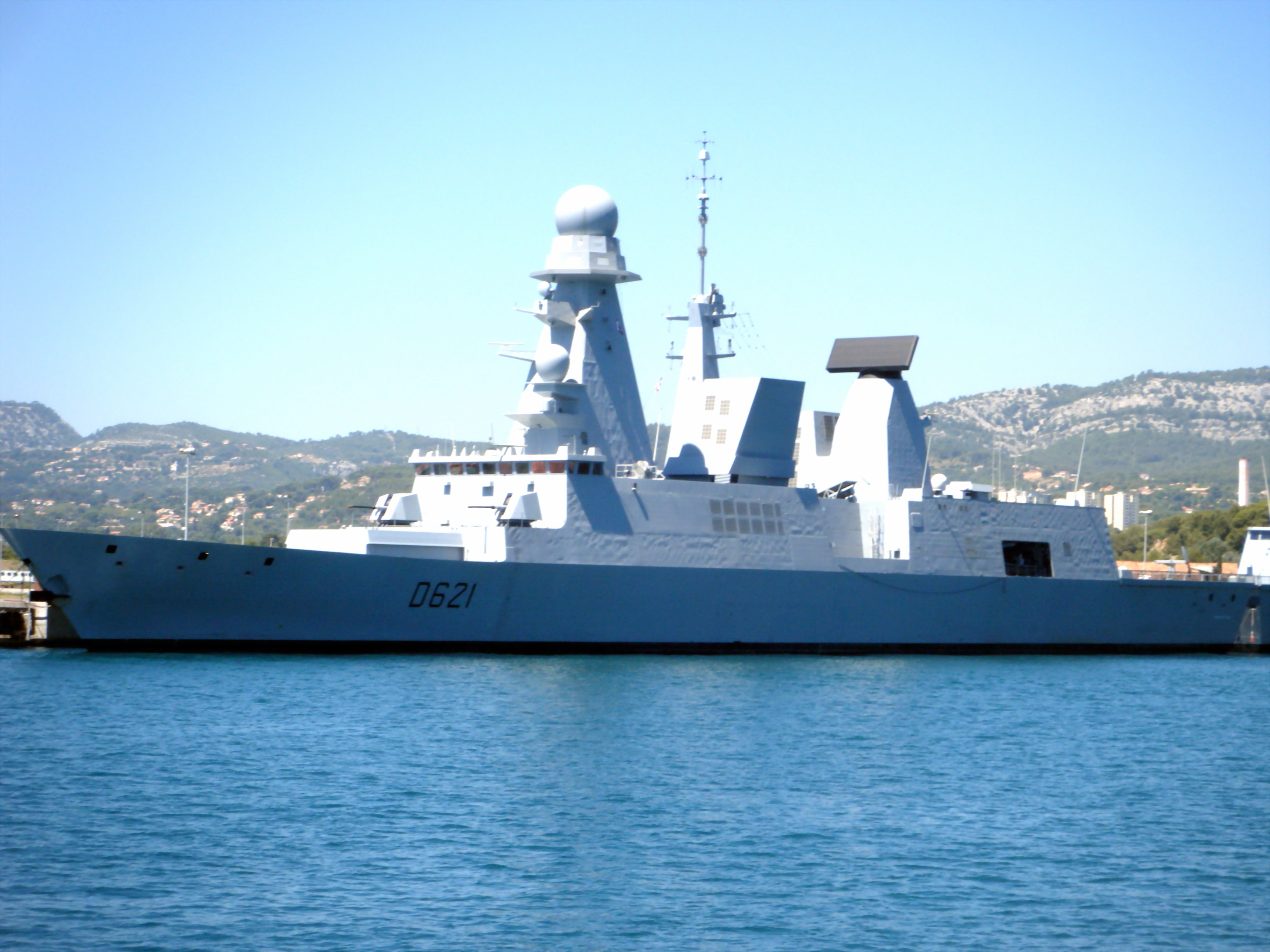
lo Chevalier Paul a Tolone

### Libri
- Franco Angeli, Rapporto sull'economia del mare, Roma, Genesis book, 1998, ISBN 9788846404411.
- Achille Lodovisi, Chiara Bonaiuti, Il commercio delle armi - l'Italia nel contesto internazionale, Milano, Jaca Book, 2004.
- Fouad Sabry, Tecnologia Invisibile, 2022.
- Martino Sacchi, Navi e cannoni - la Marina italiana da Lissa a oggi, Firenze, Giunti, 2000, ISBN 8809015762.

### Riviste
- Tommaso Massa, OSN, firmato l’accordo per il Mantenimento in Condizioni Operative di CAVOUR e DORIA/ORIZZONTE, in RID, n. 9/23, Rivista Italiana Difesa, 2023.
- Volume 83, in Rivista Aeronautica, n. 1-6, Ministero dell'aeronautica, 2007.
- Les essais du Forbin, in Marines & Forces navales, n. 129, Marines Éditions, 2007.
- Le Chevalier Paul et les frégates Horizon, in Marines & Forces navales, n. 120, Marines Éditions, 2009.
- La frégate Chevalier Paul, in Marines & Forces navales, n. 121, Marines Éditions, 2009.
- Andrea Doria, frégate italienne, in Marines & Forces navales, n. 122, Marines Éditions, 2009.
- Le Forbin en première ligne, in Marines & Forces navales, n. 134, Marines Éditions, 2011.
- Le Forbin à CO ouvert, in Marines & Forces navales, n. 160, Marines Éditions, 2016.